# Route des églises fortifiées de Thiérache

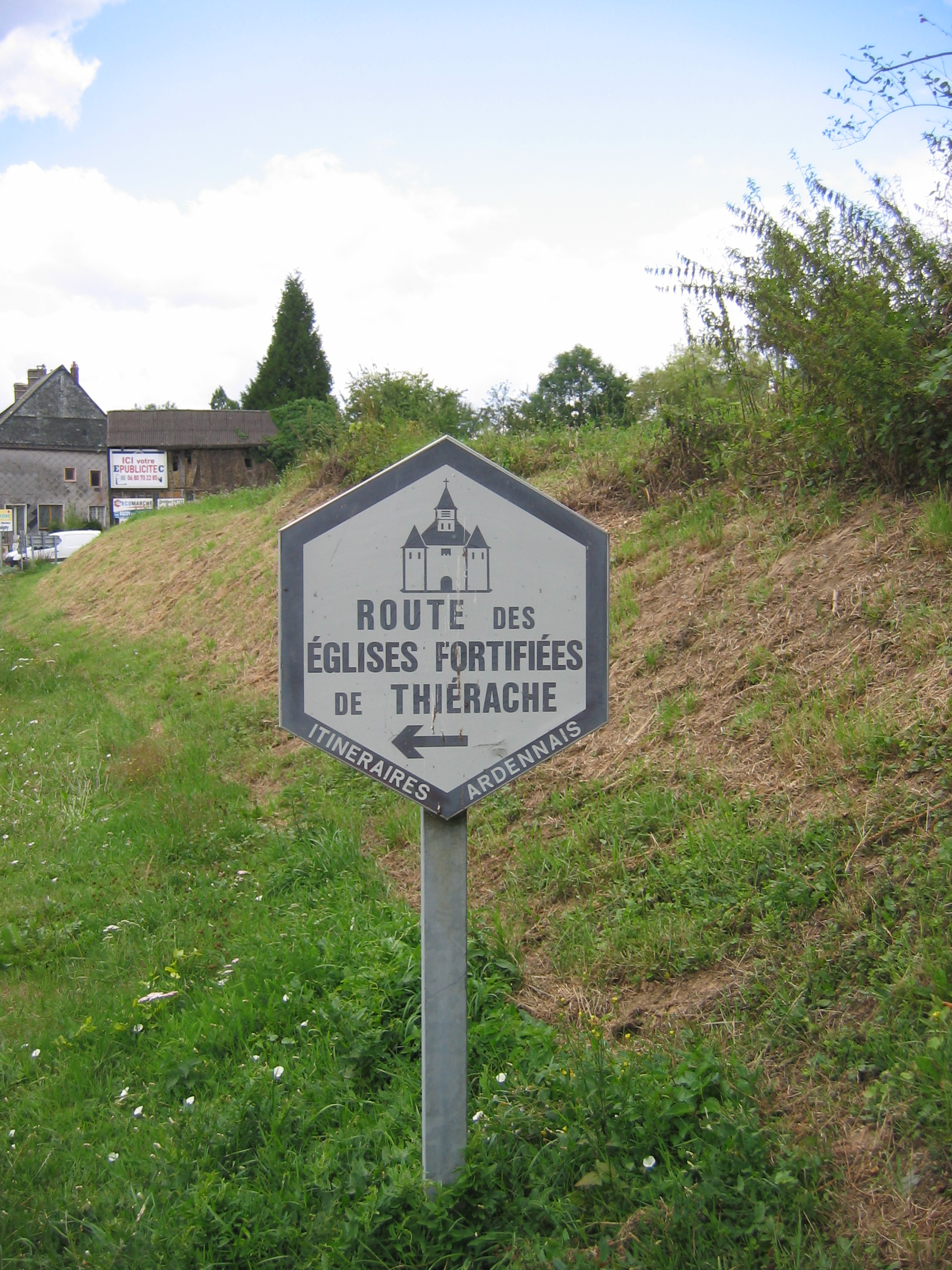
Panneau balisant le circuit

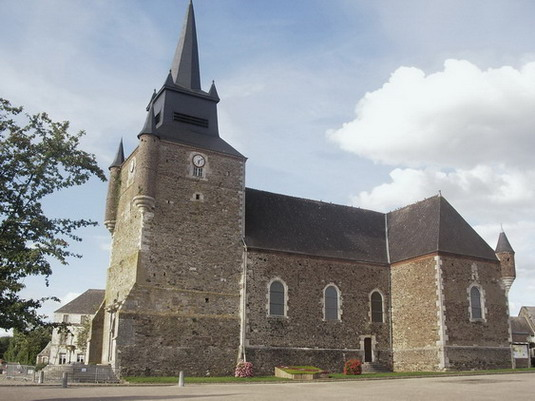
Église fortifiée de Signy-le-Petit

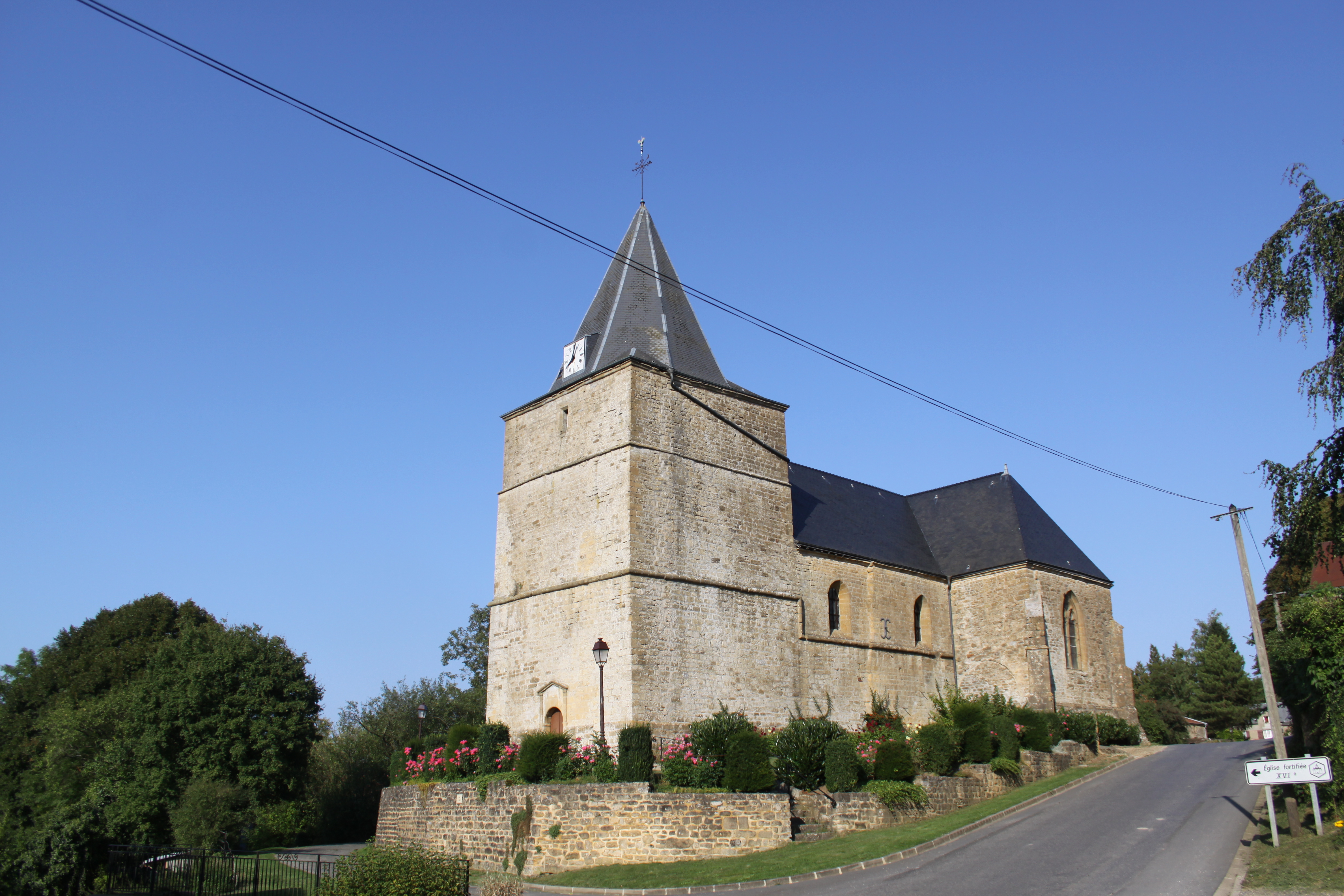
Église Saint-Martin de Remilly-Les-Pothees

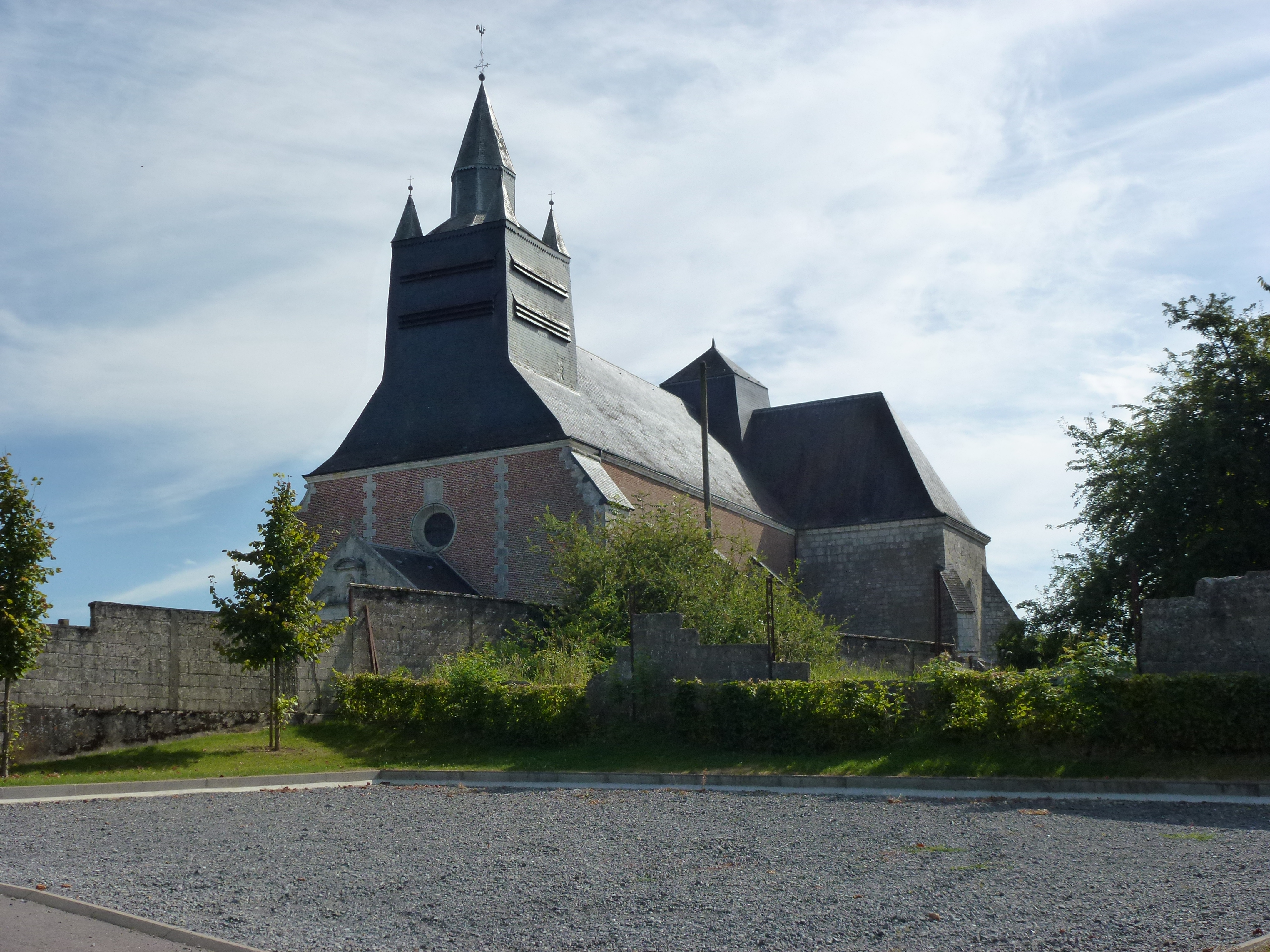
Église Saint-Sulpice de Rumigny

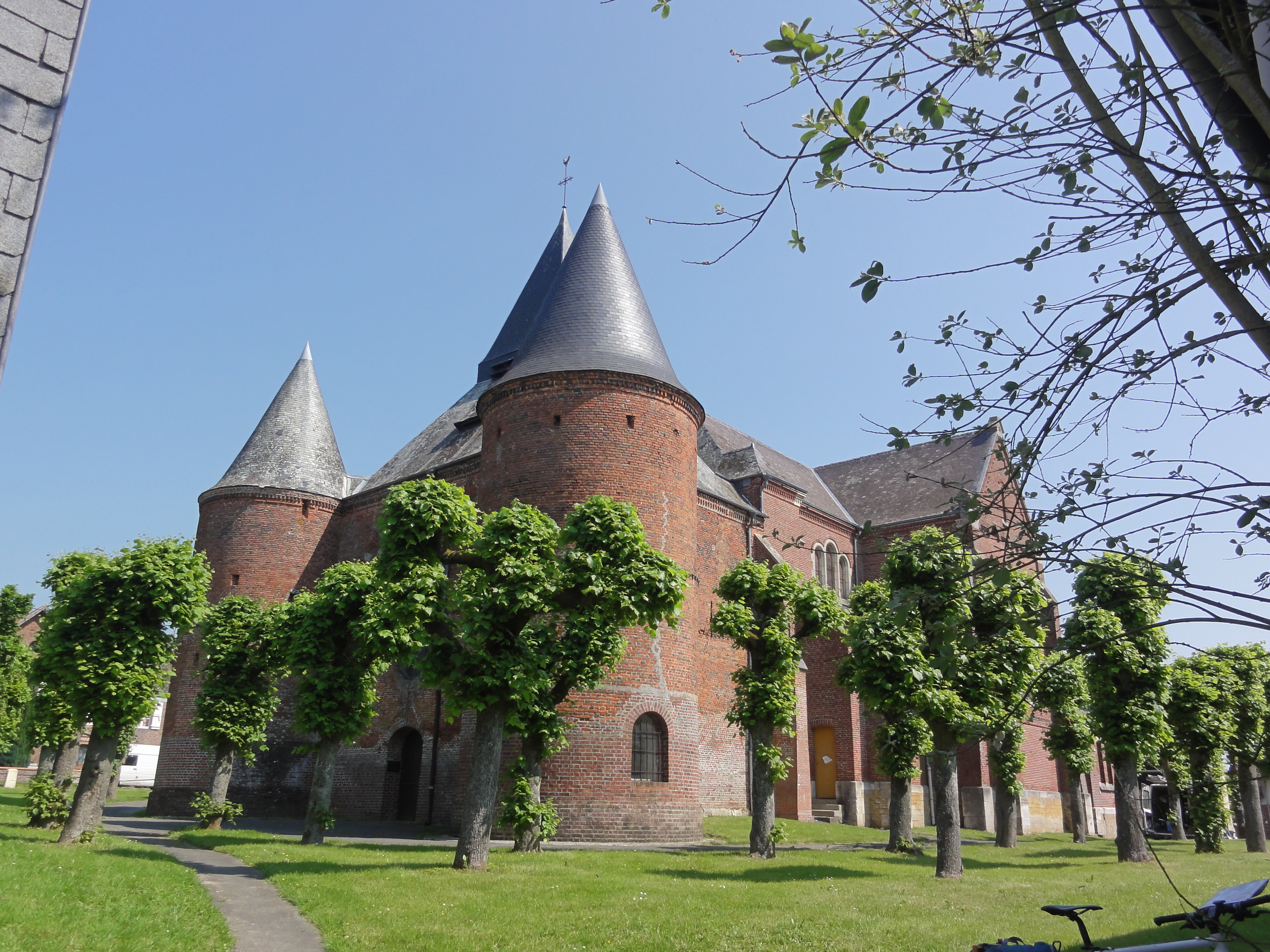
Église fortifiée de Rocquigny

La Route des églises fortifiées de Thiérache est un circuit de 150 km consacré aux églises fortifiées en Thiérache ardennaise, dans l'ouest du département, entre la limite avec le département de l'Aisne et Charleville-Mézières.

## Localisation
Le circuit balisé constitue une boucle de 150 km, essentiellement dans un paysage de collines et de bocage typique de la Thiérache, en Ardennes. Ce circuit passe notamment par la forêt de Signy-le-Petit. Si on l'effectue par exemple dans le sens inverse des aiguilles d'une montre en partant de Signy-le-Petit, ce circuit descend vers le sud en suivant la limite entre le département de l'Aisne et des Ardennes, passe par le Prieuré de Prémontrés Saint-Jean d'Hannapes et par l'abbaye de Bonnefontaine sur la commune de Blanchefosse-et-Bay, puis par Rumigny (avec à proximité de Rumigny le château de la Cour des Prés), se dirige vers l'Est jusqu'à la maison-forte de Maipas, descend plus au sud vers Liart, Marlemont, Saint-Jean-aux Bois, repart vers la limite du département, jusqu'à Rocquigny puis repart à l'ouest, traverse la forêt de Signy-l’Abbaye, passe par Dommery, Launois-sur-Vence (son église et son relais de poste à chevaux, remonte vers le nord par Gruyères et son château, contourne les environs de Charleville-Mézières par l'abbaye Notre-Dame de Sept-Fontaines, le château d'Hardoncelle, Remilly-les-Pothées, son église et son château, puis repart vers Signy-le-Petit, avec au passage le château de L'Échelle,.

## Contexte historique
Cette zone géographique est à la limite du royaume de France, une frontière rarement pacifiée. S'y ajoutent au XVIe siècle et XVIIe siècle les guerres civiles internes à ce royaume. Ce sont notamment les guerres de Religion (1562-1598), avec la proximité du duché de Guise, à la tête des Ligueurs catholiques, et de la Principauté de Sedan, fief protestant. Puis quelques décennies plus tard, les Frondes (1648-1653) contre le pouvoir royal. Certaines communautés villageoises sont défendues par leur seigneur, comme les ducs de Rethel, et plus à l'est des Ardennes, vers l'Argonne, les comtes de Grandpré. Ces communautés sont moins tentées de fortifier leur église. Mais les communautés installées sur les propriétés des chanoines de la cathédrale de Reims se sentaient de fait moins protégées. Et attaquer les terres des ducs de Guise était symboliquement tentant pour les troupes protestantes. Ce sont ces territoires sujets à des attaques de troupes militaires qui ont vu se fortifier les églises, en plus des forteresses. Ces lieux relligieux deviennent, pour les populations des villages, l'ultime refuge lorsque des bandes armées traversent leur territoire avec l'intention de le piller et de le dévaster,.

## Les matériaux de construction
Les matériaux de construction sont le plus souvent déterminés par les ressources locales. Ainsi, à Signy-le-Petit, on utilise le quartzite, et on privilégie la pierre calcaire à Hannapes, Rumigny, Prez, Aouste, Liart. L'église de Rocquigny est en briques utilisant l'argile à silex.

## Les églises fortifiées et remarquables du circuit
Sur ce parcours qui comprend également quelques châteaux et forteresses, les principales églises fortifiées de Thiérache ou les églises remarquables sont les suivantes,,,, :
- Église Saint-Nicolas de Signy-le-Petit.
- Église Saint-Étienne de Fligny.
- Église Saint-Martin de Bossus-lès-Rumigny.
- Église Saint-Sulpice de Rumigny
- Église Saint-Remy d'Aouste.
- Église Saint-Martin de Prez.
- Église Notre-Dame de Liart.
- Église Saint-Christophe de Rocquigny.
- Église Saint-Michel de Signy-l'Abbaye (remarquable même si elle n'est pas fortifiée, reconstruite en 1900)
- Église Sainte-Marie-Madeleine de Dommery
- Église Saint-Étienne de Launois-sur-Vence.
- Église Saint-Marcel de Saint-Marcel (Ardennes) (remarquable, même si elle n'est pas fortifiée.
- Église Saint-Étienne de Laval-Morency.
- Église Saint-Martin de Remilly-les-Pothées.
- Église Saint-Étienne de Servion à Rouvroy-sur-Audry.
- Église Saint-Géry d'Havys.
- Église Saint-Laurent de Flaignes.
- Église Saint-Remy d'Antheny.
- Église Saint-Cyr-et-Sainte-Juliette de Tarzy